# Leone Matina

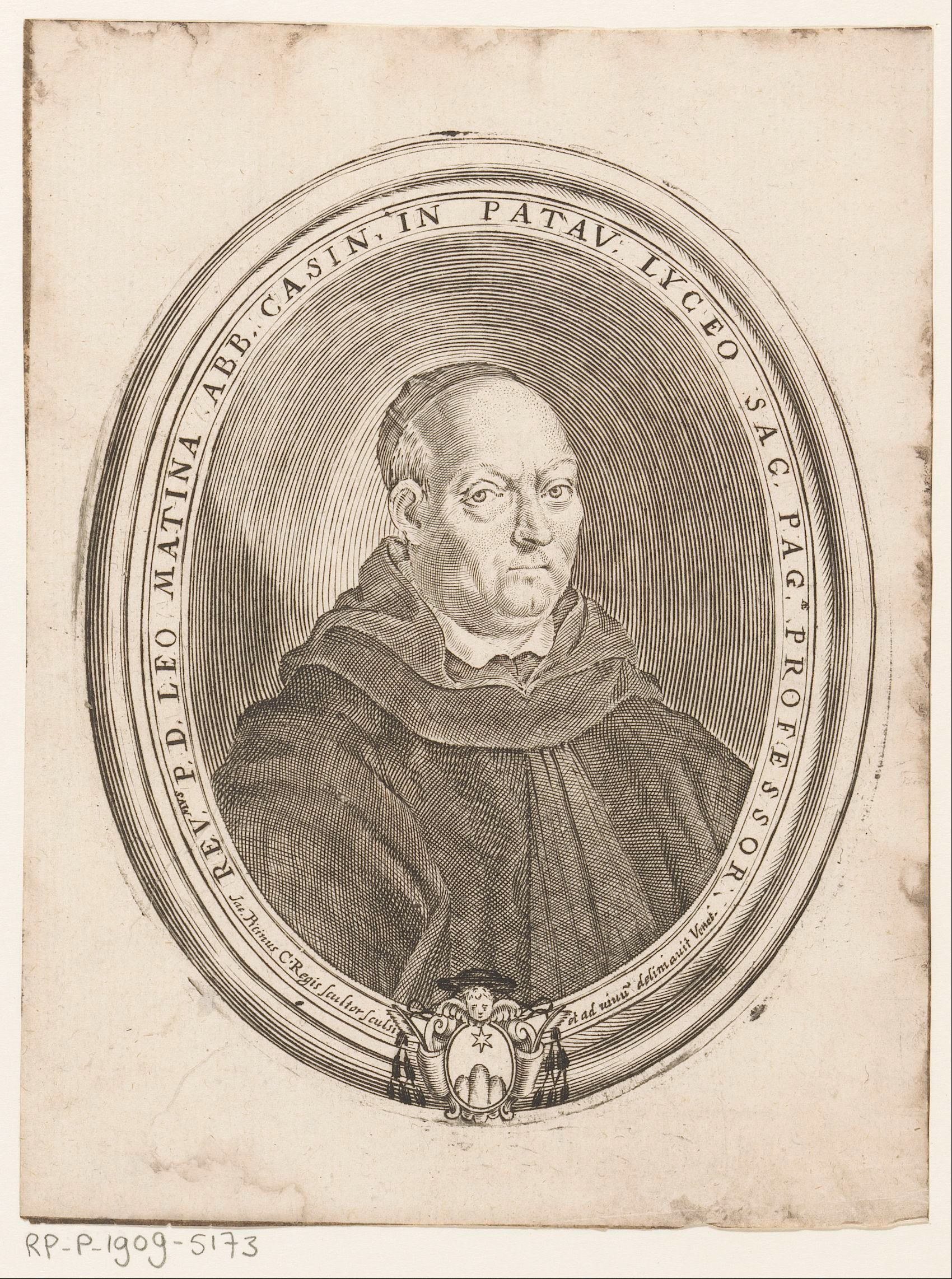
Porträt des Leone Matina in seiner eigenen Publikation, dem Ducalis regiae lararium von 1659

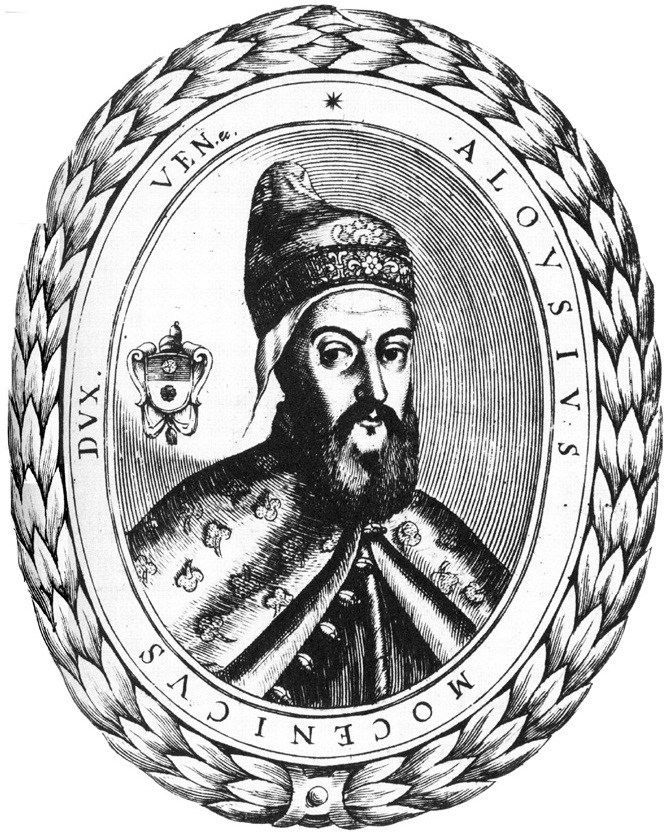
Matina versuchte sich ein Bild vom Aussehen sämtlicher Dogen zu machen, so entstanden „Porträts“, wie hier des Dogen „Aloysivs Mocenigvs“ (aus: Ducalis regiae lararium siue Ser.me Reipu. Veneta[e] principu[m] omniu[m] icones vsque ad serenisimu[m] Ioannem Pisaurum, Jacobus Herzius, Padua 1659, S. 257)

Leone Matina, auch Mattina (* um 1611 in Neapel; † 11. Februar 1678 in Padua), war Benediktiner und von 1663 bis 1678 Professor an der Universität Padua sowie Verfasser mehrerer historischer Werke.
Geboren wurde Matina in Neapel, wie Hugo von Hurter 1876 konstatierte. Mit den Pfründen eines Titular-Abtes von Monte Cassino versehen, wurde er 1663 Professor in Padua. Er war mit Andrea Gambarana befreundet.
Matina versuchte wohl als erster, nämlich im Jahr 1659, eine bildliche Vorstellung von allen bis dato amtierenden 103 Dogen von Venedig zu geben. In diesem Werk, dem Ducalis regiae lararium, erschienen bei Herzius in Padua, ergänzte er die porträthaften Stiche mit knappen Elogen zur Bedeutung des jeweiligen Dogen. Das Werk wurde wohl schon unter Giovanni Pesaro fertiggestellt, den man damals als 103. Dogen zählte, jedoch seinem Nachfolger Domenico II. Contarini gewidmet.
Zudem veröffentlichte er zehn Jahre später seine vor den Studenten gehaltenen Vorträge, sowie 1675 die Verfasser und Titel der zahlreichen Dissertationen, die sich im Patauino Gymnasio befanden. 1677 erlitt er einen Schlaganfall, im nächsten Jahr einen tödlichen Herzinfarkt.

## Werke
- Unguis Elogiorum D. Leonis Matinae Parthenopaei, Andrea Magrum, Pavia 1645.
- Ducalis regiae lararium sive ser. reipubu. Venetae principu[m] omniu[m] icones usque ad serenisimu[m] Ioannem Pisaurum, qui nunc reru[m] feliciter potitur: elogia, Herzius, Venedig 1659. (Digitalisat)
- Declamationes Habitae In Patavino Gymnasio In Avspiciis Stvdiorvm, Typis Combi, & La Noù, Venedig 1669. (Google Books)
- Divum heroumque musaeum scilicet Sanctorum, Maxim. Pontificum, Cardinalium, Cesarum, Regum, Principum, Heroumque elogia, Pietro Maria Frambotti, Padua 1674.
- In Libros regum dissertationes habitæ in Patauino Gymnasio, Io. Baptista Pasquati, Padua 1675. (Google Books)